# Économie planifiée
 (janvier 2009).
Si vous disposez d'ouvrages ou d'articles de référence ou si vous connaissez des sites web de qualité traitant du thème abordé ici, merci de compléter l'article en donnant les références utiles à sa vérifiabilité et en les liant à la section « Notes et références ».

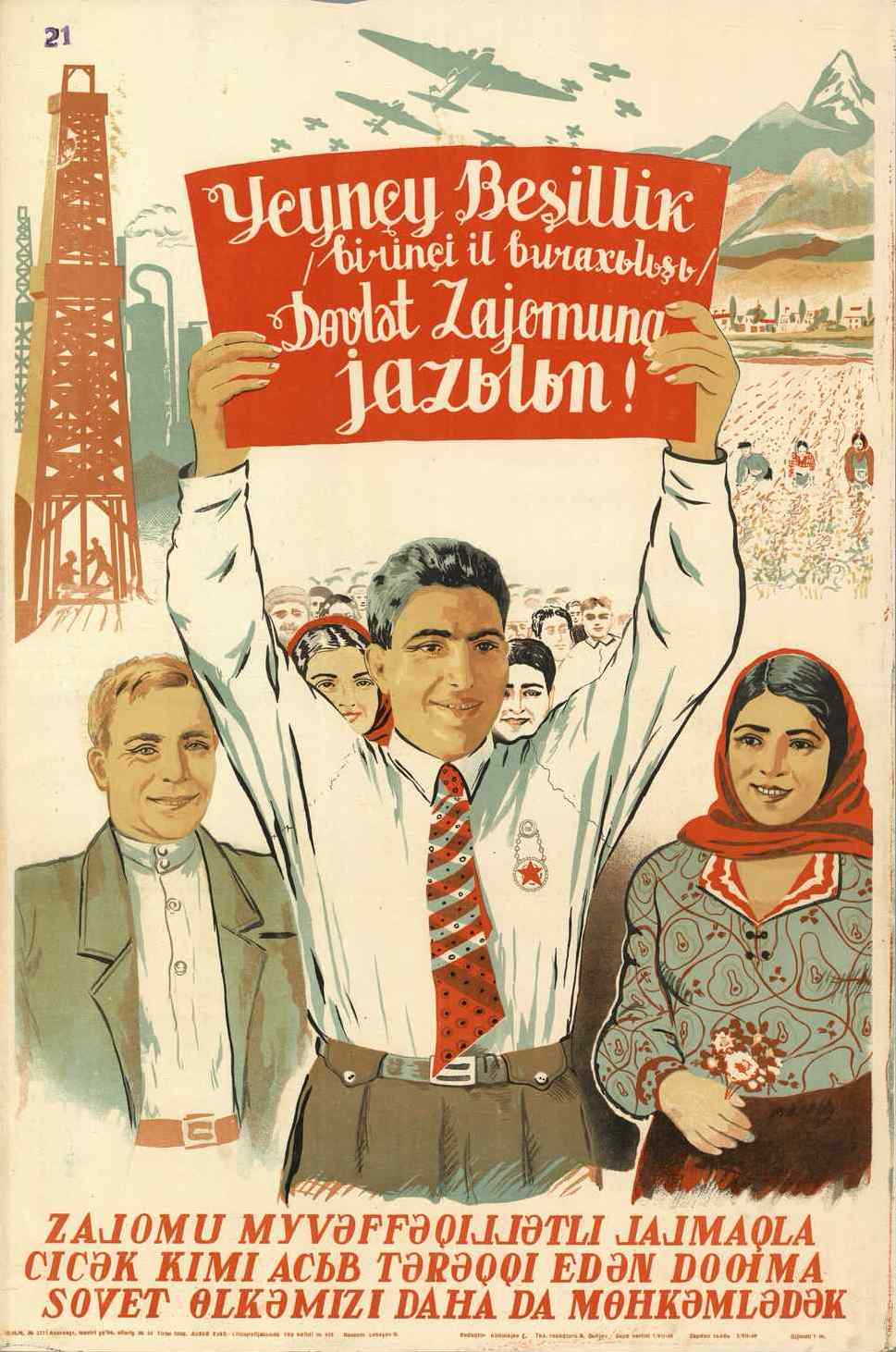
Affiche d'Azerbaïdjan de 1938 au sujet de l'Économie planifiée

Une économie planifiée est une économie dirigée, généralement à l’échelle d’un État, au moyen d’un plan fixant les objectifs de production sur une période annuelle ou pluriannuelle. Autrement dit, elle désigne un mode d'organisation des entreprises qui se voient imposer des objectifs de production par un plan centralisé. Sa version bureaucratique et étatique caractérise les régimes communistes jusqu'au début des années 1990. En tant que mécanisme de coordination pour l'économie socialiste, la planification économique se substitue aux facteurs du marché et est définie comme une attribution directe des ressources, en contraste avec le mécanisme de répartition indirecte du marché. 
Il existe différents types de procédures de planification.  Elle peut être démocratique ou non, selon les différents pays qui l'ont appliquée. Le niveau de centralisation de la prise de décision dans la planification dépend du type spécifique de mécanisme de planification employé. En tant que tel, on peut distinguer entre la planification centralisée et la planification décentralisée. Dans une économie centralement planifiée l'allocation des ressources est déterminée par un plan global de production qui spécifie les exigences de sortie. La planification peut aussi prendre la forme directive ou indicative.
La plupart des économies modernes sont des économies mixtes intégrant, à degrés divers, des éléments de marché et de la planification.

## Planification économique socialiste
Les différentes formes de la planification économique ont été présentés dans divers modèles de socialisme. Elles vont de systèmes décentralisés de planification, qui sont basés sur la prise de décision collective et des informations ventilées, aux systèmes centralisés de planification menées par des experts techniques qui utilisent des données agrégées. Dans une économie pleinement développée de type socialiste, ingénieurs et spécialistes techniques, supervisés ou désignés de manière démocratique, seraient chargés de coordonner l'économie en termes d'unités physiques sans qu'un calcul financier soit nécessaire . L'économie de l'Union soviétique n'a jamais atteint ce stade de développement, de sorte que des termes financiers ont été utilisés pendant toute son existence. Néanmoins, un certain nombre de mesures alternatives ont été développées pour évaluer la performance des économies non financières en termes de production physique (ex: produit matériel par rapport au produit intérieur brut).
En général, les différents modèles de planification économique socialiste existent comme des constructions théoriques qui n'ont pas été pleinement mises en œuvre, en partie parce qu'ils dépendent de vastes changements à l'échelle mondiale. Dans le contexte de l'économie dominante, la « planification socialiste » se réfère généralement au modèle soviétique, qui peut être qualifié de socialisme ou de capitalisme d'État.
Dans certains modèles de socialisme, la planification économique remplace complètement le mécanisme de marché, censés rendre les relations monétaires et le système de prix obsolètes. Elle tend alors abolir le marché et la propriété privée. Dans d'autres modèles, la planification est utilisée en tant que complément au marché. Les régimes communistes ont établi les limites concernant la nature de l'économie planifiée et la tâche considérable qu'est de planifier la production et la distribution de millions de biens pour opérer une économie d'une société entière. 

## Histoire
Dans l'économie soviétique du XXe siècle (principalement en URSS), le travail est souvent obligatoire.

### Chine
La Chine populaire avait un système d'économie planifiée jusqu'en 1978. Depuis, son économie planifiée a été transformée en économie de marché socialiste. Ce concept permit de se défaire des conceptions qui avaient prévalu jusque-là, et selon lesquelles « l'économie planifiée est le socialisme ; et l'économie de marché, le capitalisme ». Dès 1992, le Parti communiste chinois a énoncé que « l'objectif de la réforme du système économique est d'établir un système d'économie de marché socialiste ».

## Plan quinquennal
Le plan quinquennal est un document de planification économique gouvernemental fixant des objectifs de production sur une période de cinq ans. Initialement utilisé en URSS depuis le Ier Plan (1928-1932) jusqu'au XIIIe Plan (1991), le plan quinquennal est ensuite apparu dans d'autres pays communistes comme la République populaire de Chine (où il existe toujours).
L'usage de plans quinquennaux, sous différentes formes, s’est aussi répandu dans les démocraties populaires et occidentales, dont la France, qui, via le Commissariat général du Plan, l'a utilisé jusqu’en 2005, ainsi que des pays comme le Canada ou le Maroc. Néanmoins, le système de planification du Commissariat Général du Plan était un système de planification économique indicative, et non coercitive comme c'était le cas en URSS. L'idée d'une planification "écologique et sociale" est relancée en 2020 par France Stratégie, dans la perspective du plan de relance post Covid-19. 

## Critique

### Débat sur la possibilité de l'économie planifiée
La question de la « possibilité » de l'existence d'une économie planifiée a été une question majeure qui a animé le monde des économistes dans les années 1920-1930, alors que le premier régime se prétendant communiste se mettait en place en Russie. Pour l'économiste autrichien Ludwig von Mises, une économie planifiée est « impossible » car, en se privant du mécanisme des prix libres, les autorités planificatrices se privent de toute possibilité de calcul économique : « Privé de tout moyen de connaître la valeur relative des différents biens, le planificateur central en est réduit à décider de façon aveugle et, en un mot, « irrationnelle ». On ne peut dès lors parler d’« économie » planifiée, la planification est impossible. Certes le planificateur pourra toujours décider une répartition arbitraire mais elle ne sera fondée sur rien de rationnel. »
La réponse des tenants de la planification s'exprima en particulier dans les écrits d'Oskar Lange et des autres tenants du socialisme de marché. Pour eux, la planification pouvait fonctionner si l'autorité planificatrice centrale obligeait les acteurs à mimer les mécanismes du marché pour avoir une idée de la demande réelle de chaque produit.

### Trotsky
L'économie planifiée peut être démocratique selon Trotsky[réf. nécessaire], opposant au régime stalinien. C'est-à-dire que la population planifie elle-même son économie par le biais de conseils représentant l'ensemble de la population et non plus une élite bureaucratique. En 1933, il analyse l'économie soviétique ainsi : 

« L'économie soviétique aujourd'hui n'est ni une économie monétaire ni une économie planifiée. C'est une économie presque purement bureaucratique. L'industrialisation exagérée et disproportionnée a miné les fondations de l'économie agricole. La paysannerie a cherché à trouver le salut dans la collectivisation. Très rapidement l'expérience a montré que la collectivisation du désespoir n'est pas encore une collectivisation socialiste. Le déclin de l'économie agricole qui s'ensuivit a porté un coup dur à l'industrie. Pour soutenir des rythmes incertains et disproportionnés, il devint impérieux d'intensifier encore plus la pression sur le prolétariat. Libérée du contrôle matériel du producteur, l'industrie a pris un aspect supersocial, c'est-à-dire bureaucratique. Il en est résulté qu'elle a perdu la capacité de satisfaire les besoins humains même au degré où elle l'avait fait avec une industrie capitaliste moins développée. »

— Léon Trotsky, Dégénérescence de la théorie et théorie de la dégénérescence (Problèmes du régime soviétique), paru dans le « Bulletin de l’Opposition » — en russe — nº 34, mai 1933, puis dans La Vérité

### Hayek
Friedrich Hayek, prix nobel d'économie, a exposé dans son livre "La Route de la servitude", publié en 1944, comment la planification économique conduit insidieusement à la servitude des peuples. Il soutient au contraire que la planification est par essence un phénomène totalitaire : pour qu'elle soit « efficace », tous les leviers de l'économie doivent être entre les mains de l'État, ce qui entraîne de proche en proche un contrôle total de ce dernier sur la vie des individus. Dans Ordeal by Planning (1946), John Jewkes développe une thèse similaire.
Friedrich von Hayek, dans L'utilisation de la connaissance dans la société (1946), soulignait que les prix véhiculaient une somme d'informations agrégées qu'aucune procédure bureaucratique ne pourrait transmettre. La planification reste pour lui une approximation inefficace, même au regard des buts affichés, car il est impossible de tout connaître pour une autorité planificatrice et qu'elle est condamnée au tâtonnement.
Dans l'ouvrage Pour une vraie concurrence des monnaies, publié en 1976, Il a également appelé au libre arbitre monétaire, prônant l'abolition du monopole de la banque centrale. Pour Hayek, les banques centrales opèrent la planification économique, en fixant arbitrairement la structure des prix par la manipulation des taux d’intérêts.

### Einstein
Albert Einstein, dans son article "Pourquoi le socialisme ?" paru dans le premier numéro du Monthly Review (1949) estimait qu'une économie planifiée était nécessaire à l'humanité pour que l'économie soit orientée par l'utilité de sa production et non plus la recherche du profit. Il considère l'explosion du nombre de chômeurs comme résultant de la conjonction entre capitalisme et progrès technique qui, au lieu d'apporter un temps de travail plus faible pour tous, rend une partie de la population sans emploi et l'autre dans la crainte de perdre le sien. Il est en faveur de l'établissement d'une économie où les moyens de productions ne seraient plus privés mais collectifs, et où l'utilisation de ces moyens de ces productions serait établie de manière planifiée. Il note toutefois le problème que pose la bureaucratie et la centralisation dans ce modèle, et n'y apporte pas de réponse.

### Włodzimierz Brus
Les difficultés concrètes de la mise en place d'une économie planifiée ont été soulignées par l'économiste socialiste et ancien chef de la propagande du parti communiste polonais Włodzimierz Brus dans ses ouvrages. Défendant un point de vue favorable à la planification, il en souligne cependant les difficultés réelles rencontrées par une certaine pratique de la planification centralisée dans les pays socialistes le siècle passé[réf. nécessaire]. Parmi les difficultés on constate que plus une économie nationale se diversifie, plus le nombre des produits qu’on y fabrique s’accroît, plus les procès techniques mis en œuvre se multiplient, plus, aussi, une forme déterminée de centralisation risque de devenir inefficace car le centre peut se trouver submergé par le nombre et la complexité des problèmes à résoudre et par la multitude des connaissances et des informations dont il faut disposer pour les résoudre correctement. Il rejoint en cela l'analyse de Mises pour qui, à mesure que la société se développe, la planification devient davantage inadaptée pour prendre en compte la complexité de l'activité humaine.
Pour lui, la seule solution acceptable est la décentralisation de la planification au plus près, pour dépasser ce problème[réf. nécessaire]. En cela il s'éloigne des fondamentaux de la théorie de la planification, pour laquelle la gestion de la machine économique par une élite technocrate est en soi la meilleure des solutions possibles[réf. nécessaire]. Confronté donc en cela à la raison d'être de la planification, Brus essaye de la justifier en écrivant que « la supériorité du système socialiste sur le capitalisme se traduit par la possibilité d’utiliser pleinement les capacités productives […], le socialisme est non seulement un système plus juste mais aussi plus rationnel du point de vue économique. »[réf. nécessaire] Cependant, il se fonde sur d'autres raisons : gains pour la main d’œuvre liés à la suppression du chômage structurel, élévation de son pouvoir d’achat due à un rapport de force favorable au consommateur ou encore le sentiment d’appartenir à un système plus égalitaire[réf. nécessaire].
Il souligne enfin les défauts inhérents à la planification : non-stimulation du travailleur qui se voit assurer salaire et emploi, perte d'initiative individuelle et difficulté à concilier autonomie des agents et planification obligatoire[réf. nécessaire].

### Michael Polanyi
Pour le philosophe hongrois Michael Polanyi, la planification est structurellement moins efficace que l'ordre spontané des économies de marché. Pour fonder sa thèse, il oppose les sociétés polycentriques, dans lesquels les individus indépendants interagissent librement, et les sociétés monocentriques, telles les sociétés planifiées, dans lesquelles un pouvoir central dicte ses ordres aux acteurs. Il montre qu'une société polycentrique peut traiter un volume d'informations bien supérieur à ce qu'une société monocentrique peut traiter. Malgré son désordre apparent, une société libre fera toujours mieux qu'une société planifiée « rationnellement ».
Il fonde également sa critique de la planification sur une épistémologie : la connaissance ne se résume pas à des choses qui peuvent s'exprimer, elle ne peut être transmise sur le papier et remontée à l'autorité planificatrice. Toute une frange de la connaissance, la connaissance tacite, n'est pas exprimable directement et ne peut être mise en valeur que par l'individu concerné si on lui laisse la liberté de le faire. En perdant toute cette richesse humaine, la planification se condamne à l'inefficacité.